# Павлов, Борис Тимофеевич (Герой Социалистического Труда)
Бори́с Тимофе́евич Па́влов (27 октября 1923, Бекетовка, Симбирская губерния — 2 марта 2012, Ульяновск) — председатель колхоза имени Жданова (1956—1988, Ульяновская область); Герой Социалистического Труда (1973).

## Биография
Родился в 1923 году в селе Бекетовка (ныне — в Вешкаймском районе Ульяновской области). В 1941 году, окончив школу, работал в колхозе.
С августа 1941 по март 1947 года служил в Красной армии, участник Великой Отечественной войны: будучи радиотелеграфистом взвода связи роты управления 120-й отдельной танковой бригады, воевал на Западном и 3-м Белорусском фронтах. В 1943 году принят в ВКП(б). Удостоен боевых наград. Демобилизован в звании старшины.
С 1948 года, по окончании Сурской школы ФЗУ молочной промышленности, работал мастером на маслосырзаводе. В 1949—1953 годы — инструктор организационно-партийного отдела Вешкаймского райкома КПСС, в 1953—1954 — мастер на маслосырзаводе (Каргино Вешкаймского района), в 1954—1056 — директор Чуфаровской маслосырбазы.
В 1956—1988 годы — председатель колхоза имени Жданова (Вешкаймский район); за этот период колхоз стал одним из лучших в области, в 1973 году награждён орденом Трудового Красного Знамени.
Указом Президиума Верховного Совета СССР от 7 декабря 1973 года присвоено звание Героя Социалистического Труда с вручением ордена Ленина и золотой медали «Серп и Молот».
В 1988—1991 годы работал главным специалистом отдела по колхозам Ульяновского областного управления сельского хозяйства.
Избирался депутатом Верховного Совета СССР 7-го созыва.
Умер в Ульяновске 2 марта 2012 года; похоронен на Северном (Ишеевском) кладбище.

## Награды
- два ордена Отечественной войны 2-й степени (30.6.1944[3], 6.4.1985[4])
- орден Красной Звезды (26.1.1945)[5]
- орден Ленина (22.3.1966)
- орден Октябрьской революции (8.4.1971)
- Герой Социалистического Труда (золотая медаль «Серп и Молот» и орден Ленина; 7.12.1973) — за большие успехи, достигнутые во Всесоюзном социалистическом соревновании, и проявленную трудовую доблесть в выполнении принятых обязательств по увеличению производства и продажи государству зерна и других продуктов земледелия
- орден Трудового Красного Знамени (23.12.1976)
- Заслуженный работник сельского хозяйства РСФСР
- Почётный гражданин Ульяновской области (1995)[2]
- медали, в том числе:
  - За боевые заслуги (21.8.1943)[6]
  - 4 золотые медали ВДНХ СССР[2].